# HN Andromedae
HN Andromedae eller HD 8441, är en trippelstjärna belägen i den mellersta delen av stjärnbilden Andromeda. Den har en genomsnittlig skenbar magnitud av ca 6,676 och kräver en handkikare eller ett mindre teleskop för att kunna observeras. Baserat på parallax enligt Gaia Data Release 2 på ca 3,44 mas beräknas den befinna sig på ett avstånd av ca 950 ljusår (ca 291 parsec) från solen. Den rör sig bort från solen med en heliocentrisk radialhastighet av ca 3 km/s. Stjärnans skenbara magnitud varierar mellan 6,67 och 6,76 med en period av 69,51 dygn.

## Observation

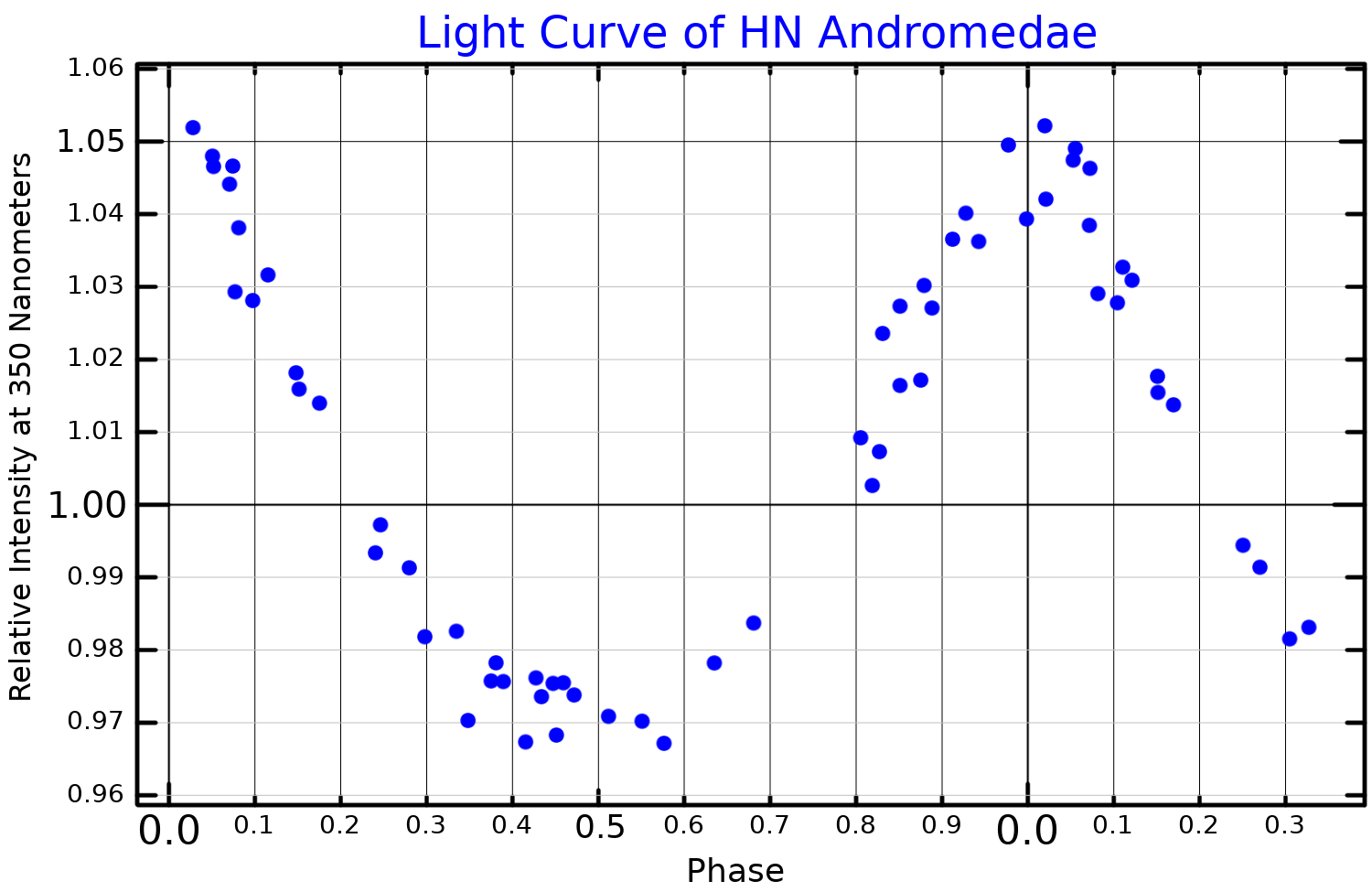
Ljuskurva i visuella bandet för HN Andromedae vid 350 nm, anpassad från Hempelmann & Schoeneich, (1987)

HN Andromedae är en trippelstjärna, vilket ses i periodiska variationer i radialhastighet. Primärstjärnan är en stjärna som lämnar huvudserien med en absolut magnitud av −0,03 ± 0,42, dominerar det observerade spektrumet och dess spektralklass är A2pSrCrEu, vilket betyder att den har starkare absorptionslinjer än vanligt av strontium, krom och europium. Den är också en kemiskt säregen stjärna och klassificeras som en Ap-stjärna.
De andra två komponenterna bidrar med bara 0,23 magnitud till den skenbara magnituden för HN Andromedae. Den ena har en omloppsperiod på 106,3 dygn och vissa omloppsparametrar kan beräknas. Den andra har en omloppsperiod längre än 5 000 dygn.
Variabiliteten hos HN Andromedae kan helt tillskrivas primärstjärnan och är kompatibel med dess stjärnrotation, vilket ger klassificeringen som en Alfa2 Canum Venaticorum-variabel. Magnetfälten i stjärnan är starka och variabla, och detta antas inträffa när den magnetiska dipolaxeln i stjärnan inte är i linje med rotationsaxeln. Dessutom är fördelningen av metaller, och följaktligen ytljusstyrkan, inte enhetlig på ytan, vilket orsakar den observerade variationen i ljusstyrka. 

## Egenskaper
Primärstjärnan HN Andromedae A är en vit till blå stjärna i huvudserien av spektralklass A2pSrCrEu. Den har en massa av ca 2,8 solmassor, en radie av ca 3,9 solradier och utsänder energi från dess fotosfär motsvarande ca 93 gånger solen vid en effektiv temperatur av ca 9 600 K.